# UD Canarias
Unión Deportiva Canarias – wenezuelski klub piłkarski z siedzibą w mieście Caracas.

## Osiągnięcia
- Mistrz Wenezueli: 1968
- Udział w Copa Libertadores: 1969

## Historia
Klub po raz pierwszy pojawił się w pierwszej lidze wenezuelskiej w 1963 roku zajmując ostatnie 6 miejsce (na szczęście w tym sezonie nie było spadków z ligi). W 1968 roku Canarias niespodziewanie zdobył mistrzostwo Wenezueli i jak dotąd jest to zdecydowanie największe osiągnięcie tego klubu w historii. W sezonie 1974 klub występował jako Tiquire-Canarias i spadł z ligi, by powrócić pod pierwotną nazwą w 1977 roku. Kolejna fuzja przed sezonem w roku 1978 oznaczała zmianę nazwy na Miranda-Canarias. Jak się potem okazało, sezon z roku 1978 okazał się ostatnim sezonem klubu Canarias w pierwszej lidze wenezuelskiej.